# Église des Cordeliers de Fribourg

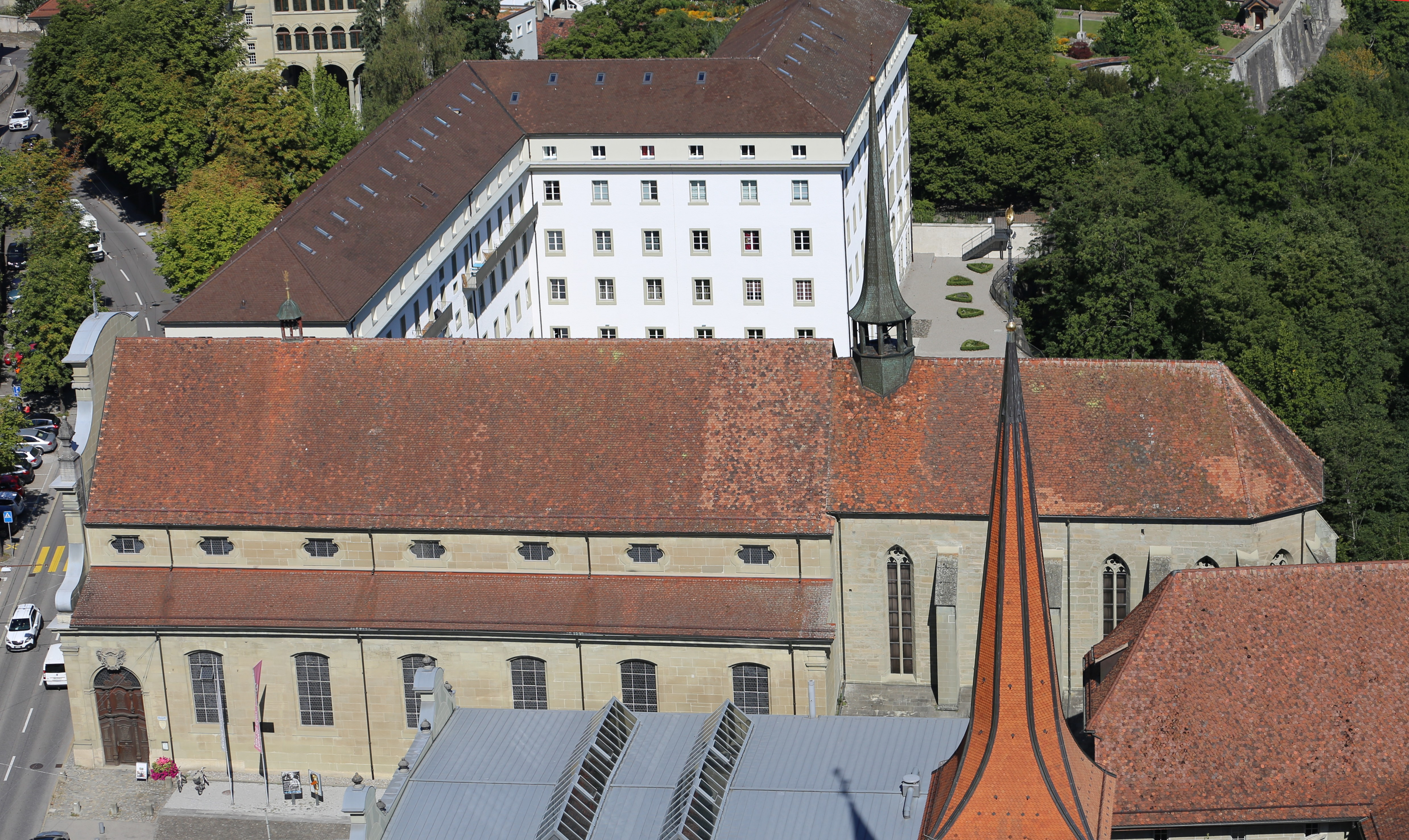
L'église au premier plan et le couvent.

L’église des Cordeliers est une église historique de Fribourg (Suisse) construite par les Franciscains (appelés autrefois « cordeliers » à cause de leur corde à trois nœuds, symbole de leurs vœux). L'édifice restauré récemment recèle des chefs-d’œuvre comme ses trois retables gothiques, ses soixante-six stalles datant de 1300,  ses nombreux tableaux et sculptures. La restauration de l'édifice qui a duré dix-sept ans s'est achevée en 2005.

## Histoire et description

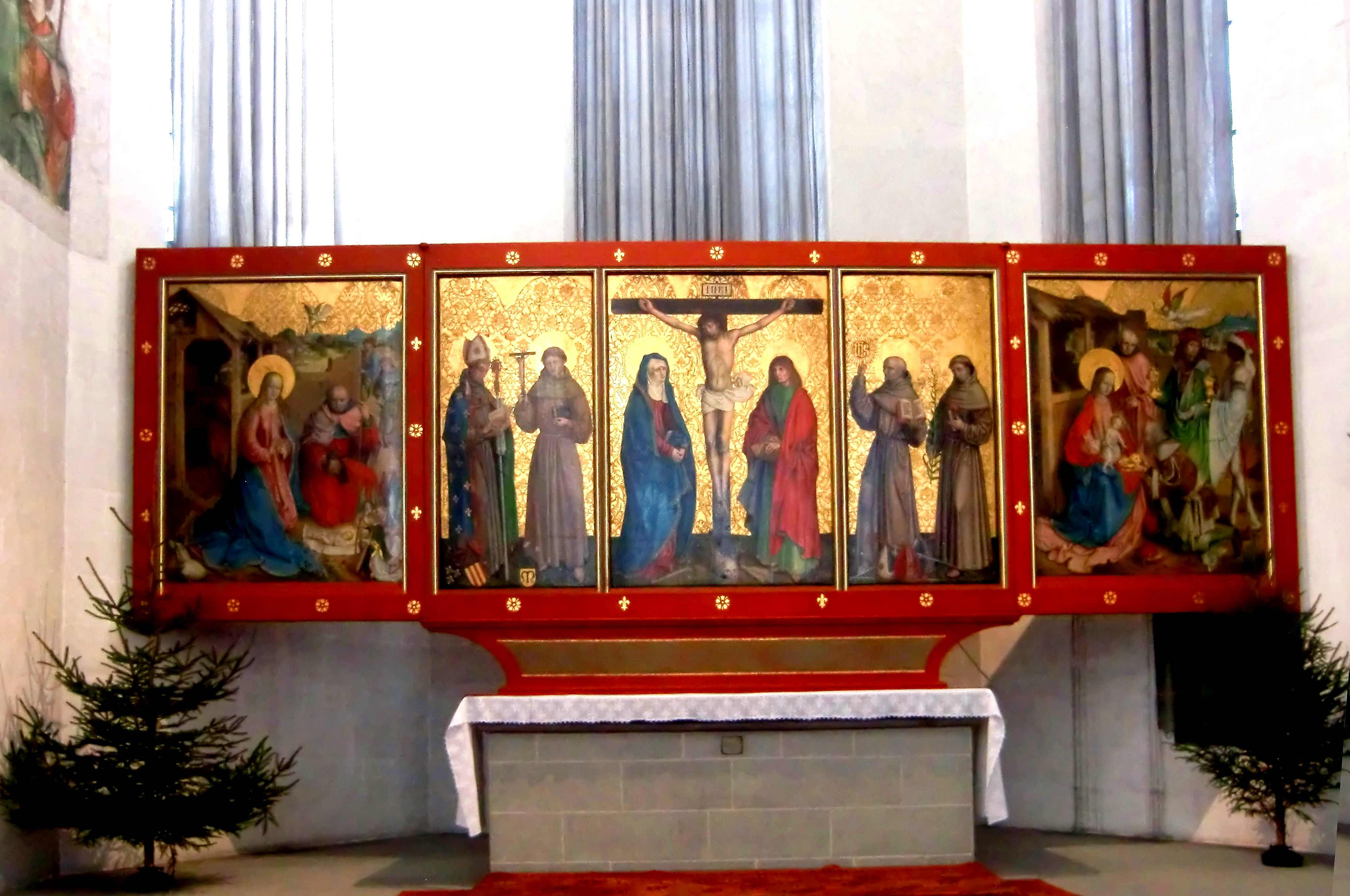
Retable du Maître à l'œillet (1479-1480).

L'église est terminée dans sa première phase en 1281 par des Franciscains venus de Bâle, afin de desservir leur couvent qu'ils construisent sur un terrain offert en 1256 par un bourgeois de Fribourg, Jacques de Riggisberg. Élisabeth de Châlons, veuve de Hartmann de Kybourg, seigneur de la ville, se fait inhumer en 1275 dans l’église. L'église présente un chœur gothique plus tardif (vers 1300) avec abside à cinq pans, typique des églises franciscaines germaniques de cette époque. Elle accueille à partir du XVe siècle les assemblées de bourgeois de la ville. L'église enrichit son patrimoine à cette époque, notamment avec ses retables dont celui-ci du maître-autel avec un tableau médiéval (1479-1480) immense et remarquable de cinq panneaux (ouvert il mesure 8,10 mètres de longueur sur 2,07 mètres de hauteur), inspiré de l'art flamand. Il montre L'Annonciation lorsqu'il est fermé. On y découvre quatre œillets peints, comme signature d'appartenance à une corporation. C'est une œuvre majeure du patrimoine suisse. Celui de saint Antoine de Padoue est de 1506 et signé de Hans Fries. Le retable offert par Jean de Furno, dit retable de la Crucifixion, dans la première chapelle, date de 1513 et possède un triptyque admirable de bois doré sculpté, inspiré du style de Dürer : le volet de gauche représente La Nativité, celui de droite L'Adoration des mages. La Dormition de la Vierge est peinte à la base du retable. Le Christ à la colonne (XVe siècle, grès) est l'une des œuvres les plus fameuses de Suisse.
La nef a été refaite au XVIIIe siècle (1745) comportant un vaisseau unique à collatéraux, à avec un décor en trompe-l'œil baroque. Les autels latéraux en stuc coloré sont d'Anton Pfister, frère mineur lucernois. L'orgue de Speissegger date du milieu du XVIIIe siècle. On peut aussi admirer des peintures murales du XVe siècle dans le cloître, représentant six scènes de la vie de la Vierge de la main de Peter Maggenberg vers 1440.
Le couvent, qui avait un pensionnat pour garçons jusqu'en 1969, abrite aujourd'hui des logements d'étudiants et seule une petite partie accueille la communauté franciscaine. La communauté Eucharistein anime des soirées d'adoration à l'église.

## Illustrations

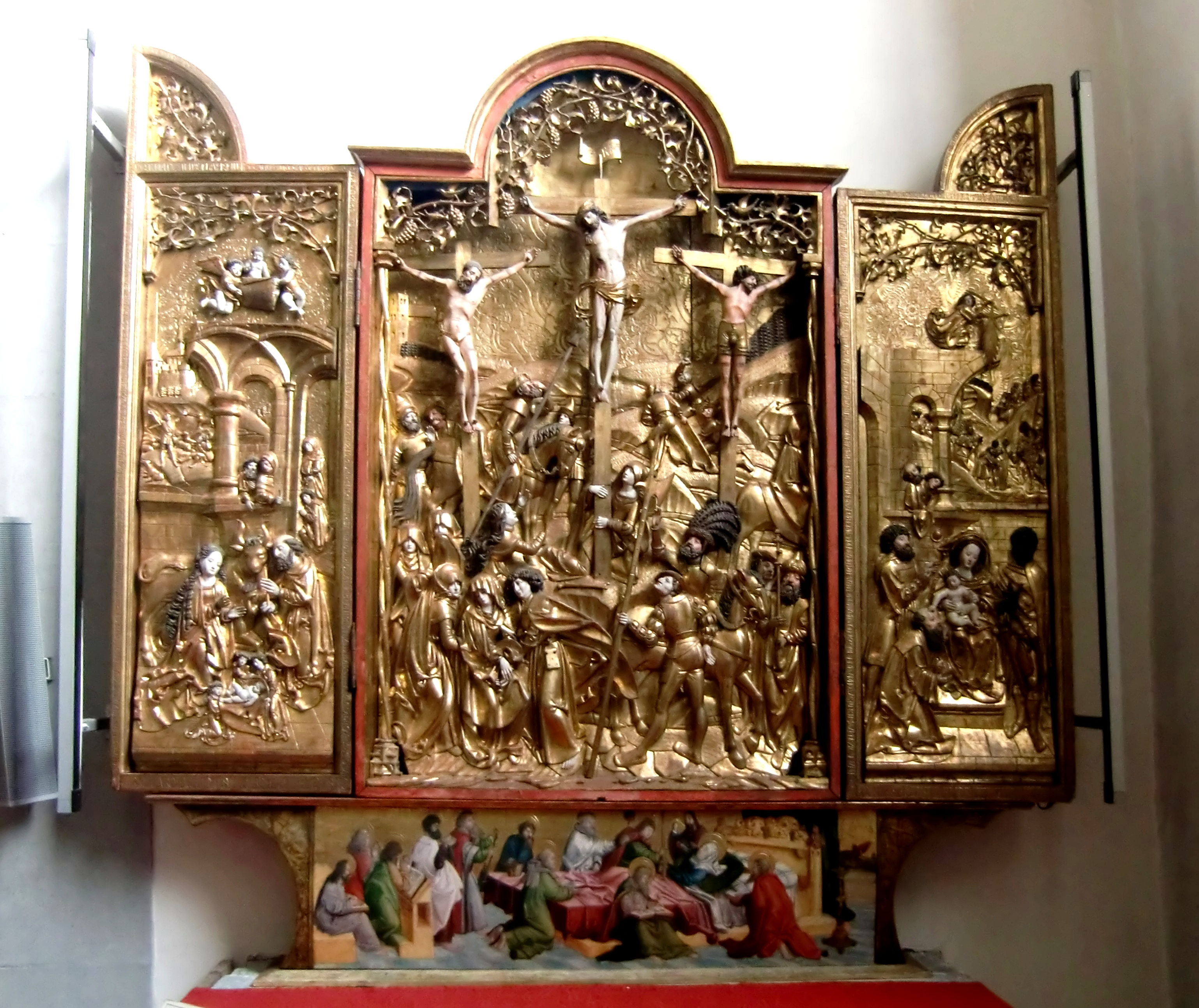
Retable de Jean de Furno, dit de la Crucifixion.
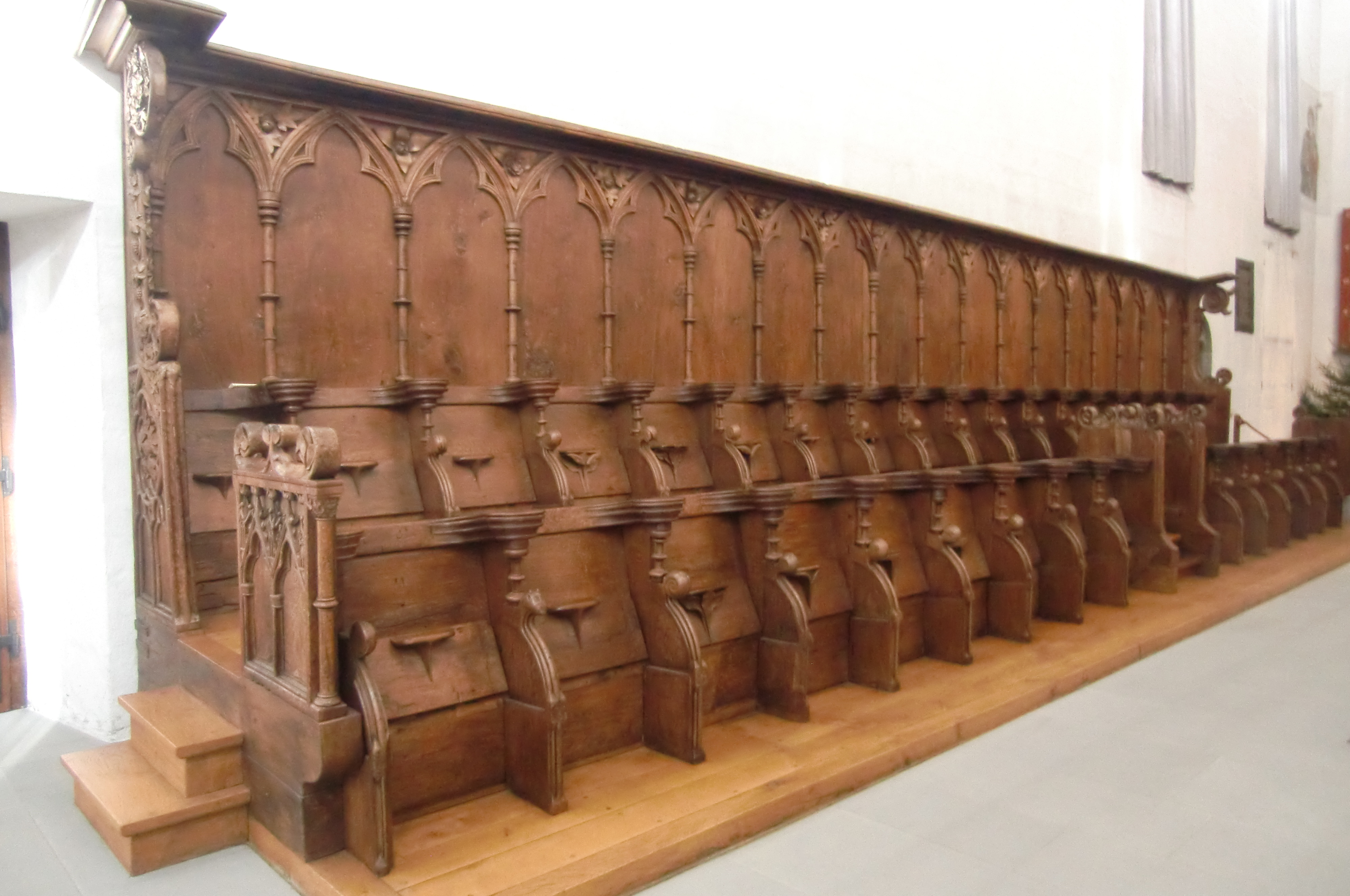
Stalles du chœur de la fin du XIIIe siècle.
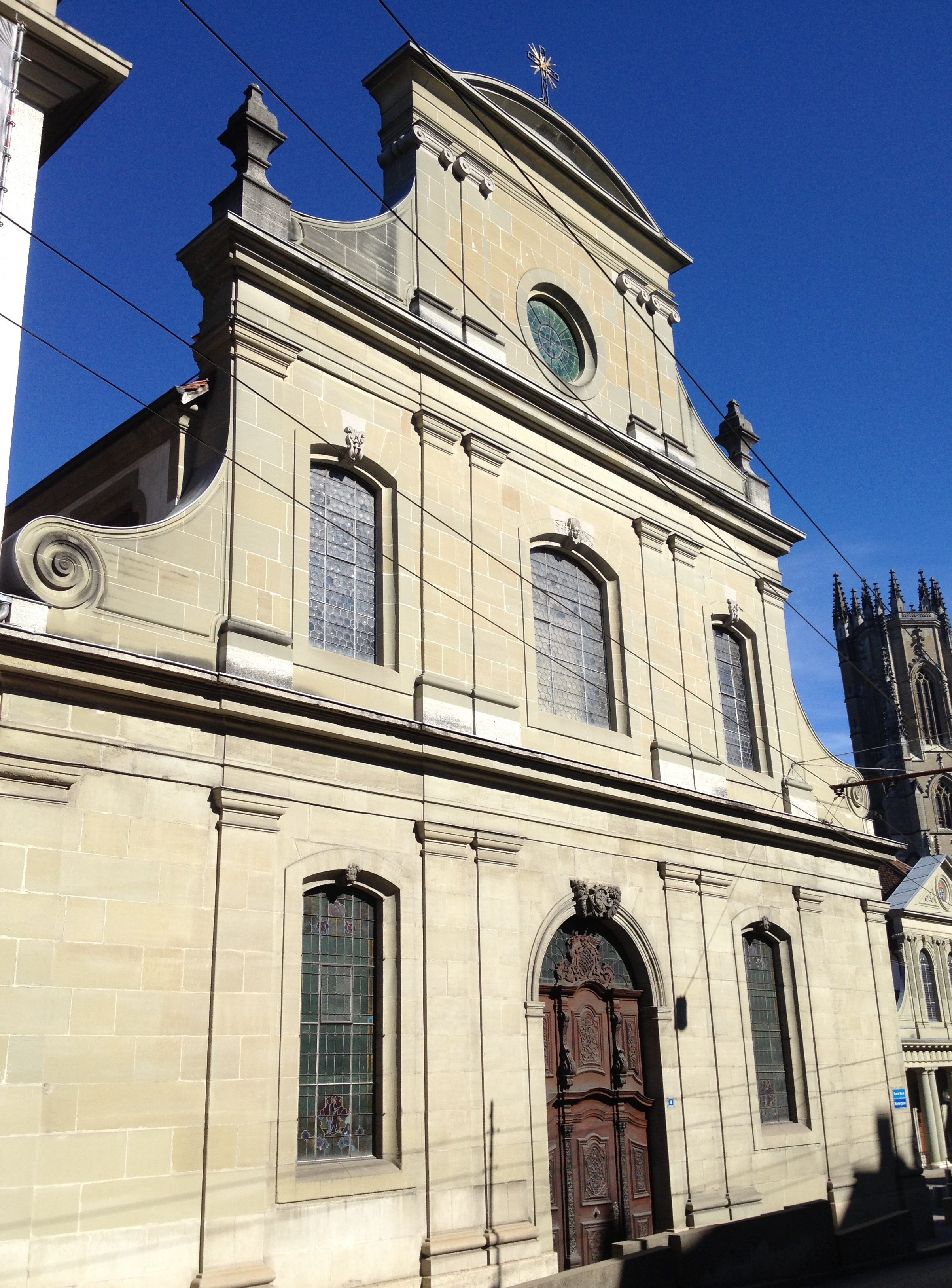
Façade du XVIIIe siècle.
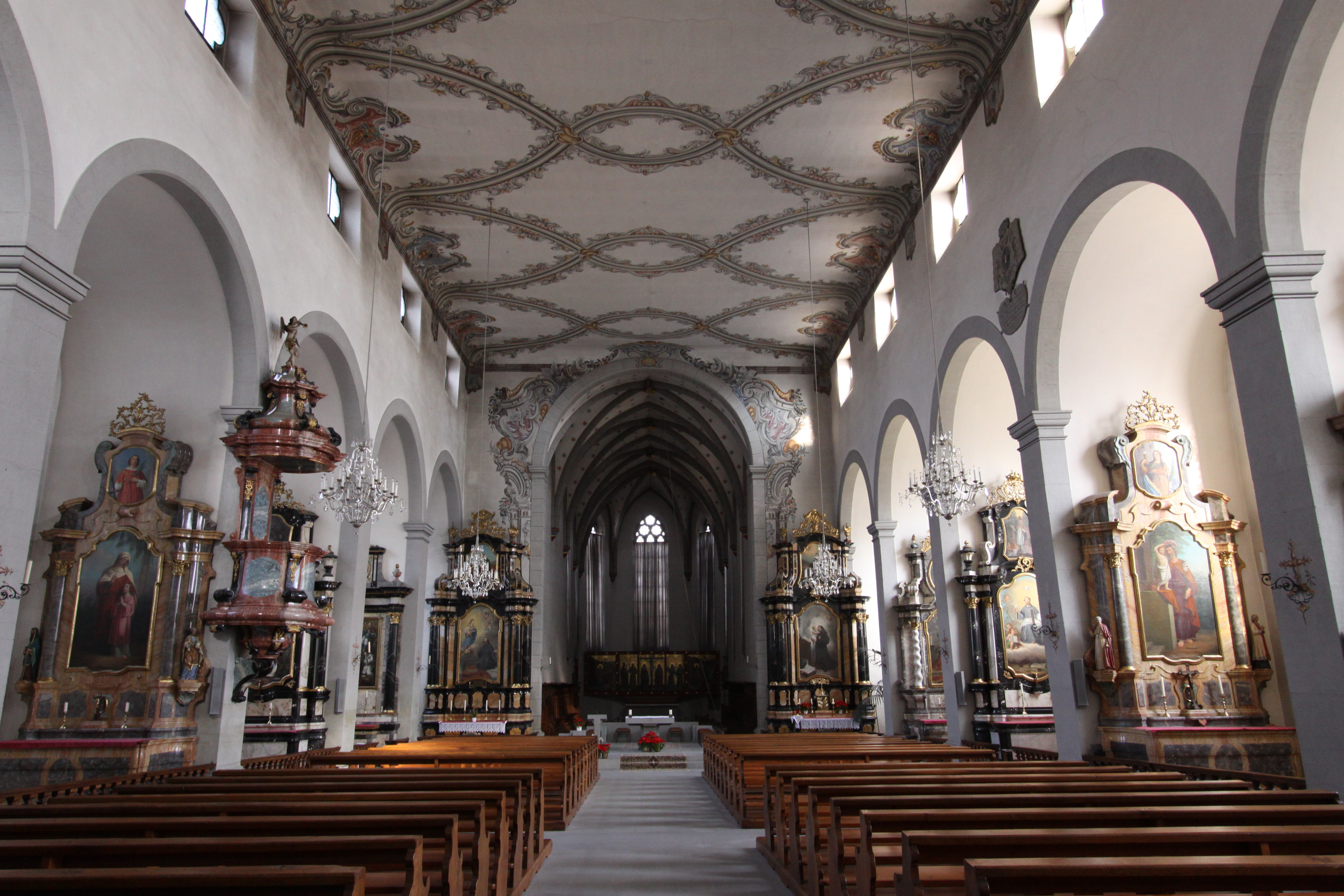
Intérieur de l'église.
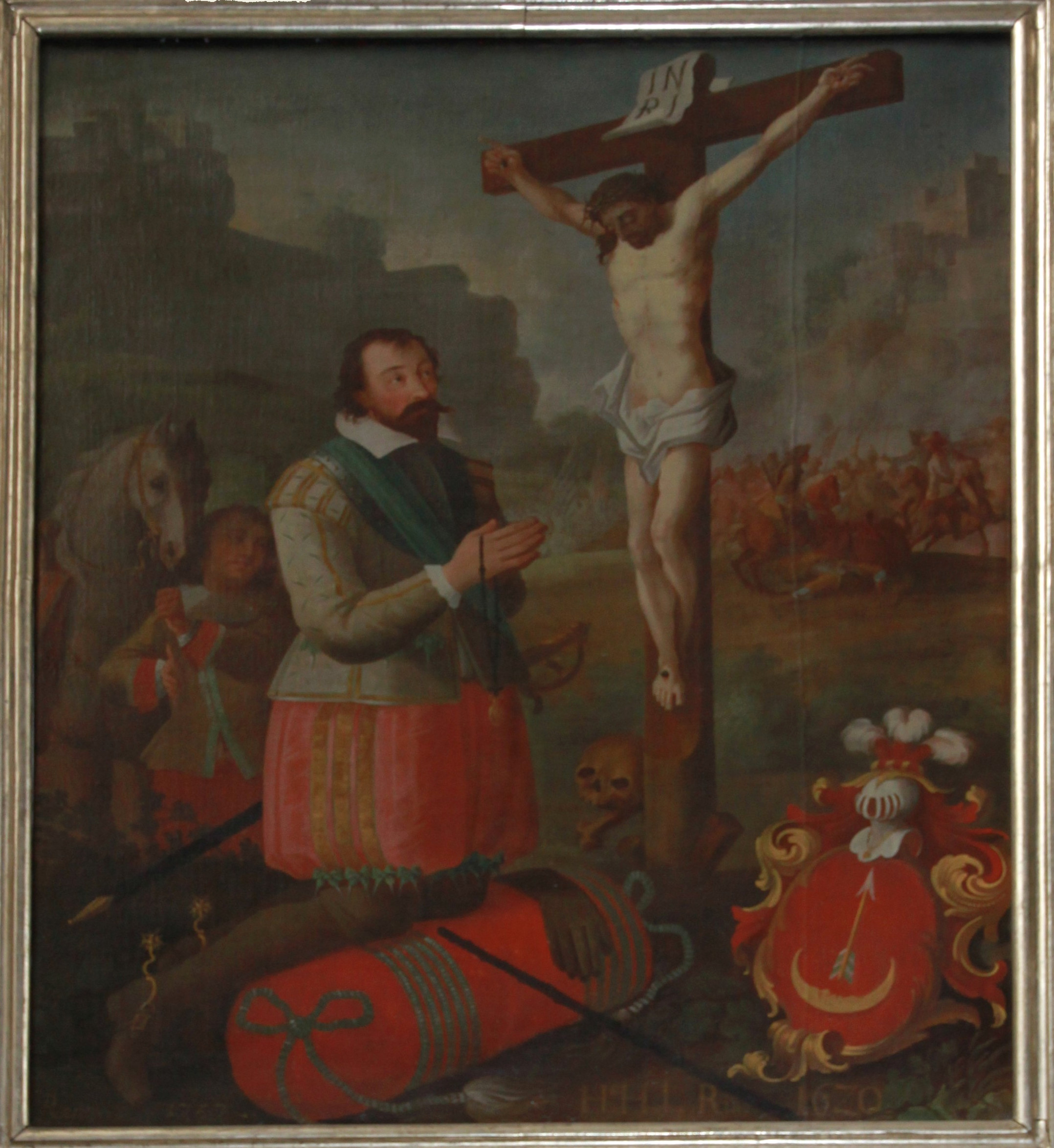
Exvoto présentant le mercenaire fribourgeois Hans Lenzburger après la Bataille de la Montagne-Blanche en 1620